# Lotyšská církev
Lotyšská církev nebo Evangelická luterská církev v Lotyšsku (lotyšsky: Latvijas Evaņģēliski luteriskā baznīca) je luterská církev a největší církev v Lotyšsku. Lotyšské luteránství vzniklo už v době reformace. Hlásí se k němu přibližně 30 % obyvatelstva Lotyšska.

## Teologie
Lotyšská církev za pramen víry považuje Bibli a za její správný výklad Augsburské vyznání. Nauku tvoří též Symbolické knihy luterství. Vyznává Apoštolské, Nicejsko-konstantinopolské a Atanášovo vyznání. Teologicky je církev konzervativní, např. neordinuje ženy.

## Bohoslužba
Lotyšská církev se hlásí k tzv. luterské katolicitě. Např. při bohoslužbě užívá ornát nebo albu se štólou, biskupské insignie a podobně. Bohoslužby a interiér kostelů jsou podobné katolickým.

## Biskupství
Lotyšskou církev tvoří tři biskupství: Arcidiecéze v Rize, Diecéze Liepāja a Diecéze Daugavpils. Arcibiskupem v Rize je v dubnu 2021 Jãnis Vanags.